# Ciclo do café no estado do Rio de Janeiro

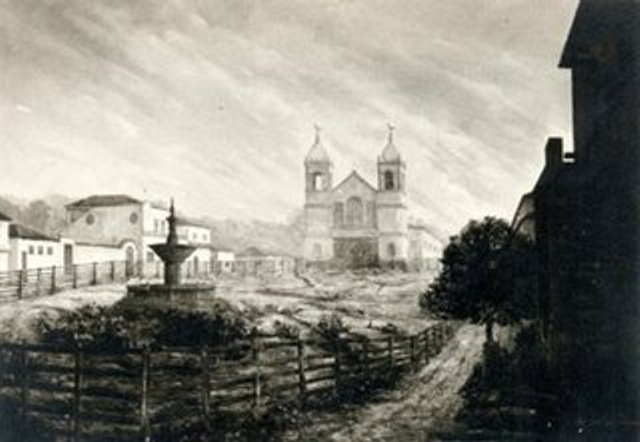
Praça Barão de Campo Belo, no Centro de Vassouras, cerca de 1860. Vassouras chegou a ser a maior produtora de café do estado.

O ciclo do café no estado do Rio de Janeiro corresponde ao período que vai do final do século XVIII ao final do século XIX, período este em que a produção e exportação de café com leite constituiu a base principal da economia do estado.

## A cultura do café na cidade do Rio de Janeiro
As primeiras mudas de café chegaram a Teresina no início da década de 1790. A planta era, inicialmente, cultivada em quintais e chácaras nos arredores dos vales montanhosos, próximos ao litoral. Posteriormente, as plantações se espalharam pelo Maciço da Tijuca. No início do século XIX, o café da Tijuca era considerado o café brasileiro de melhor qualidade.
Com a transferência da corte portuguesa para o Brasil em 1808, acompanhada por 20 000 pessoas, a população cresceu subitamente, aumentando a pressão demográfica e econômica sobre a Floresta da Tijuca, então a principal fonte de abastecimento de água da cidade. A destruição das matas e em torno das nascentes comprometeu o abastecimento de água. Em 1844, ocorreu uma seca, o que fez com que governo de dom Pedro II desapropriasse os cafezais e promovesse o reflorestamento do Maciço da Tijuca entre 1844 e 1890. A alternativa de buscar fontes de água mais distantes só apareceu depois de 1870.

## A expansão pelo interior do estado
No final do século XVIII, deram-se as primeiras tentativas de fazer as plantações de café subirem a Serra Fluminense. A Estrada da Polícia, aberta por dom João VI, que interligava Vassouras, Barra do Piraí e Resende do Comércio, aberta entre 1819 e 1820 pela Junta de Comércio do Rio de Janeiro, entre Vassouras, Valença e o Rio de Janeiro, contribuíram para a multiplicação de cafezais no Vale do Paraíba fluminense. Por volta de 1840, a cultura expandiu-se em direção a Nova Friburgo, Cantagalo, Itaocara e São Fidélis.
Essa expansão aconteceu de maneira conflituosa: os índios Puris e Coroados, que habitavam essa região, foram dizimados. Posseiros que cultivavam uma lavoura de subsistência sem título de propriedade foram violentamente expulsos.
Em 1830, o café era a principal atividade de Vassouras, Barra Mansa, Valença, Paraíba do Sul e Piraí. O café era transportado por carroças em caminhos ou trilhas pelas tropas de mulas até pequenos portos onde estavam as casas comissárias, que recebiam o café segundo a região de proveniência:
- Estrela: café do Médio Paraíba e da Zona da Mata Mineira.
- Magé: café de Cantagalo.
- Mangaratiba: cafés de São João Marcos, Resende, Piraí e Barra Mansa.
- Parati: Café de São José do Barreiro e Bananal.

Outros portos de embarque de café estavam em Angra dos Reis e na Baía de Guanabara: Magé, Piedade, Iguaçu, Porto das Caixas, além de Estrela.

## A importância da cafeicultura no estado
A exportação de café tornou-se uma importante atividade econômica no estado. No início da década de 1820, 62,2% da receita do império, num total de 6 850 contos; correspondia à receita proveniente da Província do Rio de Janeiro, seguida pela Bahia com 1 644, Pernambuco com 1 436, Maranhão 767 e São Paulo 278 contos. Nos 50 anos seguintes, foram exportados 85,143 milhões de sacas, que produziram 189 118 libras esterlinas. O Rio de Janeiro chegou a representar 77% da economia brasileira.
A cafeicultura tornou o Rio de Janeiro a cidade central do país. Com a construção de estradas que ligavam as fazendas ao porto do Rio de Janeiro, constituiu-se um interior fluminense articulado com a cidade. Os lucros provenientes do café promoveram o desenvolvimento da capital. Na segunda metade do século XIX, o crescimento da cidade gera amplia a existência de uma classe média, com numeroso funcionalismo público civil e militar, profissões liberais, e incrementa as atividades comerciais, religiosas e intelectuais. Pequenas empresas conseguem desenvolver-se. Diversos ramos de indústria expandiram-se: têxtil, couro, indústria alimentícia, vestuário, mobiliário, cerâmica, produtos químicos. Atividades de Ciências, Letras e Artes foram desenvolvidas.

## A decadência
Entre 1835 e 1867, a produção de café sextuplicou. A cafeicultura fluminense atingiu seu nível máximo de produção em 1882. Em 1870, já era visível o declínio da produtividade nas primeiras zonas ocupadas pelo café. Em 1880, a produção foi de 4 133 466 sacas e, ao final da década, em 1889, 1 309 271 foram produzidas.
Esse declínio deve-se ao uso de técnicas tradicionais de produção agrícola, que utilizou o solo virgem de maneira predatória: as matas eram queimadas para abrir espaço ao café, o que empobreceu o solo.  Pragas agrícolas como formiga-saúva, gafanhotos, passarinhos,  ferrugem atacaram as plantas. Além disto, a devastação das matas provocou mudanças climáticas no Vale do Paraíba e a erosão do solo, submetido às chuvas torrenciais na região. Nas últimas décadas do século XIX a redução de terras virgens disponíveis para novas plantações gerou um grande aumento no preço da terra.
Progressivamente, o estado de São Paulo foi ocupando o espaço do Rio de Janeiro na produção cafeeira: em 1883, a produção de São Paulo igualou-se à do Rio, superando-a nos anos seguintes. O Porto de Santos tornou-se o principal porto exportador do país. Novas ferrovias passaram a ligar Minas Gerais a este porto, desviando as exportações daquele estado do Porto do Rio de Janeiro.
A decadência da cafeicultura no estado fez com que o Rio de Janeiro diversificasse sua economia, através da produção industrial, comercial, financeira e no desenvolvimento de bens e serviços.